# Єлизавета Данська (1485—1555)
Єлизавета Данська (дан. Elisabeth af Danmark, 24 червня 1485 — 10 червня 1555) — данська та норвезька принцеса з династії Ольденбургів, донька короля Данії, Норвегії та Швеції Югана та саксонської принцеси Крістіни, дружина курфюрста Бранденбургу Йоахіма I Нестора.

## Біографія

### Ранні роки
Народилась 24 червня 1485 року в Нюборзькій фортеці на острові Фюн в Данії. Була п'ятою дитиною та єдиною донькою в родині короля Данії та Норвегії Югана та його дружини Крістіни Саксонської. Мала старших братів Ернста, Крістіана та Якоба. Згодом з'явився молодший брат — Франциск. Сімейство нечасто мешкало в Копенгагені, вважаючи за краще переїжджати між королівськими замками в Фунені.
У 1497—1501 роках батько також обіймав престол Швеції. Матір відзначалася релігійністю та благочестям, і, коли Юган завів коханку у 1501 році, їхній шлюб фактично припинив існування.
У 1498—1500 роках тривали перемовини щодо шлюбу Єлизавети із сином московського князя Івана III, Василієм. Данські посли відвідали Москву, однак питання вирішене не було. У лютому 1500 року відбулися заручини принцеси із курфюрстом Бранденбургу Йоахімом I Нестором.

### Шлюб
У 16-річному віці Єлизавета стала дружиною 18-річного курфюрста Бранденбургу Йоахіма I Нестора. Весілля пройшло у Штендалі 10 квітня 1502 року і було подвійним. В той же час брали шлюб сестра Йоахіма Нестора, Анна, із герцогом Шлезвіга та Гольштейну Фредеріком, дядьком Єлизавети. Перші роки подружнього життя були щасливими. У пари народилося п'ятеро дітей
У 1507 році Єлизавету відвідала матір, а у 1515-му курфюрстіна була присутньою на весіллі свого брата Крістіана з Ізабеллою Габсбург.

### Перехід у лютеранство

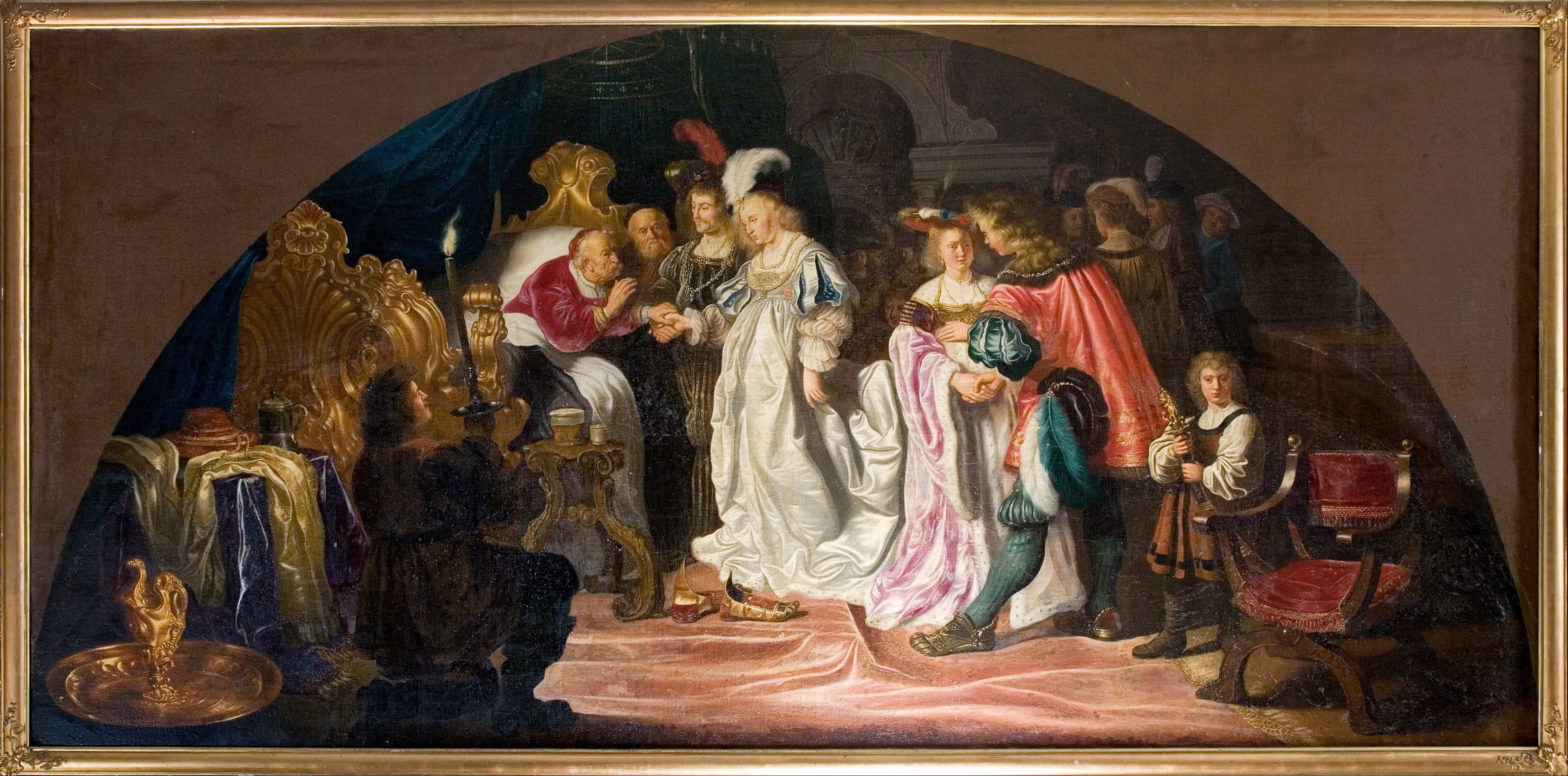
Подвійне одруження

У 1523 році звернулася до лютеранства. Припускається, що цьому сприяв її особистий лікар Маттеус Ратценбергер. Крістіан II, який прибув до Берліну, також закликав сестру притримуватися нового вчення. Це призвело до того, що Єлизавета залишалася вірною своїм релігійним переконанням при будь-яких обставинах. Її чоловік, навпаки, був палким противником Реформації.
На Великдень 1527 року, коли Йоахім Нестор був відсутнім, Єлизавета таємно причастилася від проповідника, надісланого з Віттенберга. Це довели до відома курфюрста, який вирішив негайно втрутитися, аби припинити таку помітну підтримку протестантизму. Чоловік зажадав, щоб Єлизавета знову сповідувала католицизм, і надав їй період роздумів до Великодня 1528 року. Пізніше, він змінив строк до Дня Всіх Святих 1527 року, і Єлизавета відмовилася. Курфюрст письмово звернувся за порадою до вищих священнослужителів країни з питанням, чи може він стратити дружину, якщо вона дотримуватиметься протестантської віри, розлучитися з нею, або прийняти якісь інші заходи. Прелати відповіли, що він має ув'язнити Єлизавету до кінця життя.
Дізнавшись про рішення духовенства, жінка, за згодою свого брата, який все ще перебував у Берліні, вирішила утекти. На її прохання її дядько з материнській лінії, курфюрст Йоганн Саксонський, погодився її прийняти. За відсутності Йоахіма Нестора, який збирався поїхати до Брауншвейгу, курфюрстіні вдалося втекти з Берліна увечері 24 березня 1528 року. Їй вдалося здійснити свій план, непомітно вислизнувши із замку через ворота, які виходили в бік води, і переплисти Шпреє на човні. На протилежному березі на неї чекала карета, послана її братом. За два дні Єлизавета прибула в Торгау.
Чоловік наполягав на тому, щоб саксонський правитель негайно привіз Єлизавету назад. Йоганн, зі свого боку, вимагав, аби курфюрст дозволив дружині вільно сповідувати лютеранство, і вибачив слуг, які допомагали їй у втечі. Йоахім Нестор не погодився з цими умовами, і Єлизавета залишилася в Саксонії. По черзі вона мешкала в Торгау, Віттенберзі та Веймарі. На рейхстазі в Аугсбурзі 1530 року курфюрст безуспішно домагався підтримки імператора Карла V для примусового повернення його дружини. Публічні дебати показали, що протестантські монархи та Крістіан Данський підтримують Єлизавету. Лютер також схвалив її рішення залишити чоловіка заради своєї релігії.
Після смерті дядька, курфюрста Йоганна, у 1532 році, жінка відчувала гостру нестачу коштів і наробила боргів. Вона вивчала Біблію і реформаторські роботи, познайомилася з Мартіном Лютером під час перебування у замку Віттенберг у 1534 і 1537 роках. Також перебувала під його наглядом протягом чотирьох місяців через свій поганий стан здоров'я.

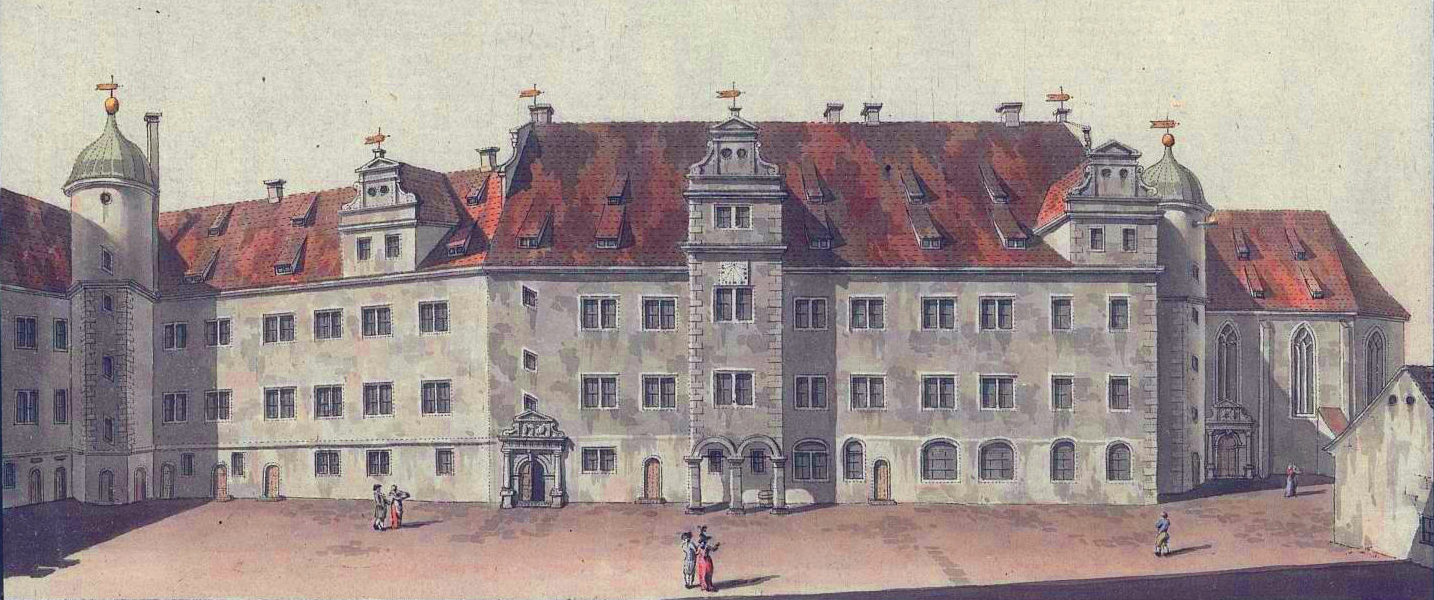
Ліхтенбурзький замок

Економічне становище Єлизавети покращилося тільки зі смертю чоловіка у липні 1535 року. Після цього її сини Йоахім II та Йоганн надали їй значну щорічну пенсію. Вони обидва хотіли, щоб вона повернулася додому, але курфюрстіна не погоджувалася. Від 1536-го вона дев'ять років мешкала в замку Ліхтенбург під Преттіном, якого їй надали як місце проживання. Мала там невелику ферму, придбану за допомоги синів.
Тільки влітку 1545 року старший син зміг переконати Єлизавету повернутися до Бранденбургу, надавши їй численні гарантії свого двору, духовенства та слуг. Курфюрстіна оселилася в Шпандау і, хоча часто хворіла, активно брала участь у церковному русі.
Відчуваючи близьку смерть, попросила Йоахіма відвезти її до Берліна. Її бажання було виконане 1 червня 1555 року і за десять днів вона померла у неповних 70 років у замку курфюрста. Була похована у Берлінському соборі.

## Родина
Чоловік — Йоахім Нестор
Діти:

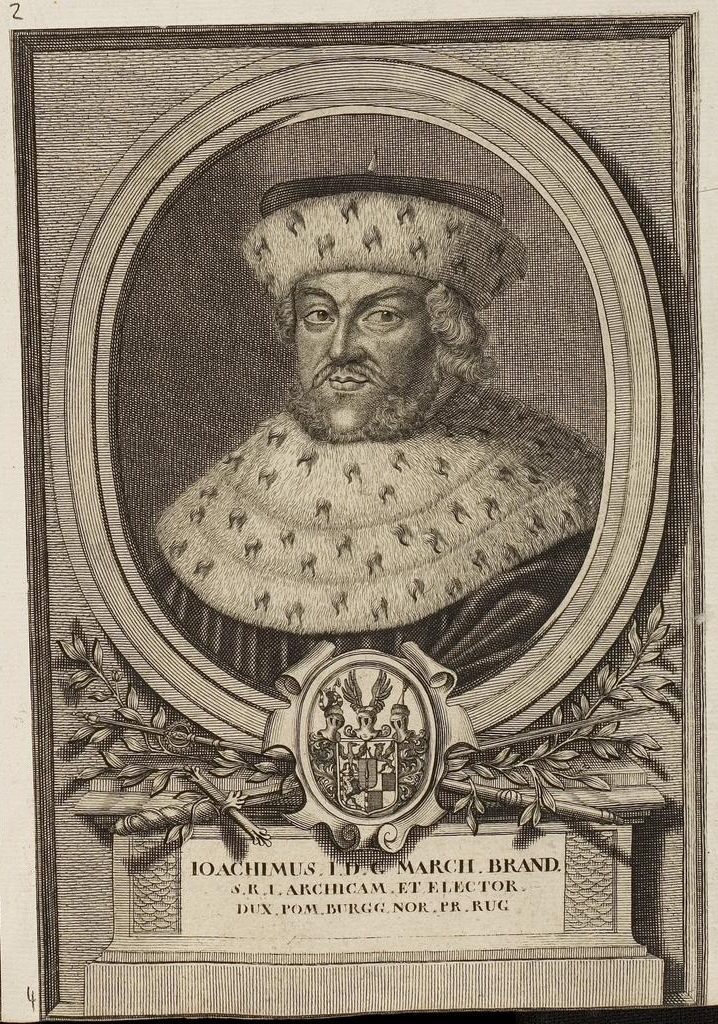
Йоахім Нестор, гравюра

- Йоахім Гектор (1505—1571) — курфюрст Бранденбургу у 1535—1571 роках, був двічі одруженим, мав семеро дітей;
- Анна (1507—1567) — дружина герцога Мекленбург-Гюстрова Альбрехта VII, мала десятеро дітей;
- Єлизавета (1510—1558) — дружина герцога Брауншвейг-Люнебургу та князя Каленбергу Еріха I, мала четверо дітей;
- Маргарита (близько 1511—1577) — була двічі одружена, мала семеро дітей від обох шлюбів;
- Йоганн (1513—1571) — маркграф Бранденбург-Кюстрину у 1535—1571 роках, був одруженим із Катериною Брауншвейг-Вольфенбюттельською, мав двох доньок.